# Lista de membros da Royal Society eleitos em 1982
Esta é uma lista de Membros da Royal Society eleitos em 1982.

## Fellows
1. James Derek Birchall (1930–1995)
2. William Maxwell Cowan (1931–2002)[2]
3. Ulrich Wolfgang Arndt (1924–2006)
4. Tony Bradshaw (d. 2008)[3]
5. Amos Henry Chilver Baron Chilver of Cranfield (d. 2012)
6. Rodney Baxter
7. Sir Michael Berry
8. Lawrence Michael Brown
9. Daniel McGillivray Brown
10. Bryan Clarke
11. Alan Cuthbert
12. John Thomas Finch
13. Henry Hall
14. Michael Hart
15. Eric John Hewitt (1919–2002)[4]
16. Sir Charles Antony Richard Hoare
17. Robert Francis Hudson (d. 2012)
18. William Johnson
19. Kenneth Langstreth Johnson[5]
20. Sir Peter Lachmann
21. Ralph Lainson
22. Michael Francis Land
23. Peter Lawrenson
24. William Russell Levick
25. Stephen Finney Mason (d. 2007)
26. Noreen Murray (1935–2011)[6]
27. Sir Gustav Nossal
28. Jim Peacock
29. James Peebles
30. Peter Rainger
31. Chintamani Rao
32. Lewis Edward John Roberts (d. 2012)
33. George Stanley Rushbrooke (1915–1995)
34. John George Sclater
35. Graeme Segal
36. David Rostron Trentham
37. Stewart Turner, geophysicist
38. Thomas Gaskell Tutin (1908–1987)
39. Ronald Harry Ottewill (d. 2008)
40. John Waterlow (d. 2010)

## Foreign members
1. David Hubel (1926–2013)
2. Evgeny Lifshitz (1915–1985)[7]
3. Warner Koiter (1914–1997)
4. Torsten Wiesel